# 求贤坝
求贤坝，位于北京市大兴区榆垡镇求贤村西南永定河大堤外沿处。

## 简介
求贤村位于大兴区南部，西南靠近榆垡，东南靠近西胡林，因祠得名。辽朝已形成村落，为避浑河（今称永定河）水患，村内建祠祭祀，得名求贤岗，后改为求贤村。求贤村地处古永定河冲积平原。清朝《永定河志》载“簸箕口外原为古河故道。康熙二十七年（1678年）疏浚河道时，挑直筑堤，此河故道废于堤外。”乾隆四年（1739年）在大堤与孤岛衔接之处兴建草坝，泄水入故河道，通过减弱水势来保护大堤，草坝起溢洪作用。乾隆三十七年（1772年）将草坝废弃，改为灰坝，因邻近求贤村，所以定名“求贤坝”。现存的坝址是清朝同治年间扩建重建后的坝址。光绪年间重修。立有两碑，一块碑文内容不详。另一块是同治年间重修时所立“重修求贤坝”碑，碑文完整，记载该坝工程的数据及所需银两等。
2015年，求贤坝被公布为北京市大兴区文物保护单位。